# Lelo Zaneti
Marco Aurélio Moreira Zaneti (São Domingos do Prata, 26 de dezembro de 1967), mais conhecido como Lelo Zaneti, é um músico, compositor brasileiro. Foi o baixista e vocalista de apoio do grupo Skank. 
Em 2016, criou o trio Nie Myer, ao lado de outro membro do Skank, o tecladista Henrique Portugal e o DJ e produtor Anderson Noise, o grupo mistura jazz e música eletrônica.
Fez curso de tradutor e intérprete. Além disso, fez aula de piano, baixo acústico, canto e, também, toca contrabaixo.  Em conjunto com Samuel Rosa, Haroldo Ferretti e Henrique Portugal, fundou a banda Skank e é co-autor das músicas Garrafas (Carrossel), Resta um Pouco Mais (Cosmotron), Te ver (Calango) e Canção Noturna (Maquinarama). É casado e tem três filhas: Sofia, Estela e Maria Vitória.
É torcedor do Clube Atlético Mineiro, assim como Haroldo.